# Данелбург
Данелбург (фр. Dannelbourg) насеље је и општина у североисточној Француској у региону Лорена, у департману Мозел која припада префектури Сарбур.
По подацима из 2011. године у општини је живело 498 становника, а густина насељености је износила 168,81 становника/km². Општина се простире на површини од 2,95 km². Налази се на средњој надморској висини од 305 метара (максималној 362 m, а минималној 219 m).

## Демографија
| 1962. | 1968. | 1975. | 1982. | 1990. | 1999. | 2011. |
| ----- | ----- | ----- | ----- | ----- | ----- | ----- |
| 320   | 346   | 349   | 393   | 445   | 479   | 498   |

График промене броја становника у току последњих година